# Буа
Буа́ (фр. Bois) — коммуна во Франции, находится в регионе Пуату — Шаранта. Департамент коммуны — Шаранта Приморская. Входит в состав кантона Сен-Жени-де-Сантонж. Округ коммуны — Жонзак.
Код INSEE коммуны — 17050.

## Население
Население коммуны на 2010 год составляло 543 человека.
| 1962 | 1968 | 1975 | 1982 | 1990 | 1999 | 2010 |
| ---- | ---- | ---- | ---- | ---- | ---- | ---- |
| 472  | 473  | 459  | 456  | 427  | 430  | 543  |

## Экономика
В 2010 году среди 360 человек трудоспособного возраста (15—64 лет) 240 были экономически активными, 120 — неактивными (показатель активности — 66,7 %, в 1999 году было 70,8 %). Из 240 активных жителей работали 215 человек (119 мужчин и 96 женщин), безработных было 25 (10 мужчин и 15 женщин). Среди 120 неактивных 58 человек были учениками или студентами, 38 — пенсионерами, 24 были неактивными по другим причинам.